# Nordrhein-Westfälischer-Kleinkunstpreis
Der Nordrhein-Westfälische Kleinkunstpreis „Bocholter Pepperoni“ ist eine Auszeichnung für Satiriker in Deutschland, die von 2003 bis 2018 zwei- bis dreijährlich vergeben wurde.

## Allgemeines
Im zweijährlichen Turnus wird die Ehrung für einzelne Künstler oder Gruppen verliehen, die bereits auf den Brettern der Bühne Pepperoni in Bocholt gestanden haben. Er gehört zu den höchstdotierten Kleinkunstpreisen Deutschlands (1. Platz 10.000 Euro, 2. Platz 5.000 Euro, Ehrenpreis der Stadt Bocholt 3.000 Euro). Das Preisgeld in Höhe von 18.000 Euro wird von Unternehmen und der Stadt Bocholt gesponsert.
Am 11.06.22 fand die letzte Veranstaltung statt.

## Preisträger
- 2003 Volker Pispers
- 2005 Urban Priol
- 2007 Dieter Nuhr
- 2009 Christoph Sieber[1]
- 2011 Hagen Rether[2]
- 2014 Dieter Hildebrandt (verstarb noch vor der Preisverleihung)
- 2016 1. Platz: Christian Ehring[3], 2. Platz: Simone Solga, Ehrenpreis: Frank Golischewski
- 2018 1. Platz: Sebastian Pufpaff[4], 2. Platz: Frank Lüdecke, Ehrenpreis: Heinrich Del Core